# Paraprisomera coronata
Paraprisomera coronata är en insektsart som först beskrevs av Brunner von Wattenwyl 1907.  Paraprisomera coronata ingår i släktet Paraprisomera och familjen Phasmatidae. Inga underarter finns listade i Catalogue of Life.